# Königsried
Königsried ist ein Ortsteil der Gemeinde Bidingen im schwäbischen Landkreis Ostallgäu. Der Weiler liegt circa einen Kilometer östlich von Bidingen.

## Baudenkmäler
Siehe auch: Liste der Baudenkmäler in Königsried
- Kapelle St. Stephan und Ulrich